# Steninvreia anupama
Steninvreia anupama är en stekelart som först beskrevs av T.C. Narendran 1989.  Steninvreia anupama ingår i släktet Steninvreia och familjen bredlårsteklar. Inga underarter finns listade i Catalogue of Life.